# Остров (Тугулимський міський округ)
О́стров (рос. Остров) — присілок у складі Тугулимського міського округу Свердловської області.
Населення — 46 осіб (2010, 105 у 2002).
Національний склад станом на 2002 рік: татари — 97 %.